# Karen Tam
Pour les articles homonymes, voir Tam.
Karen Tam (née en 1977) est une artiste canadienne connue pour ses travaux d'installations faits dans le but de défier la perception occidentale des Chinois et d'autres cultures. Par exemple, elle recrée des représentations culturelles telles que des restaurants chinois, des salons de karaoké et des magasins de curiosités de Chinatown. Elle vit à Montréal, Québec. 

## Éducation
Tam est diplômée de l'Université Concordia avec un baccalauréat en arts plastiques et en musique, elle possède un MFA d'arts visuel en sculpture de l'École de l'Art Institute of Chicago et détient un doctorat en études culturelles de Goldsmiths (Université de Londres).

## Expositions
Le travail de Tam a été présenté à l'échelle nationale et internationale dans plusieurs galeries telles que la Ormeau Baths Gallery (Belfast), le Irish Museum of Modern Art (Dublin), la Betty Rymers Gallery (Chicago), la Foster-Tanner Gallery (Tallahassee, Floride), YYZ Artists 'Outlet (Toronto), Khyber Centre for the Arts (Halifax) et MAI - Montréal arts interculturels (Montréal). 
Tam est représenté par la Galerie Hugues Charbonneau à Montréal. 

## Principales expositions

### Expositions solo
- 2024 : Sea of Clouds, Illingworth Kerr Gallery, Alberta University of the Arts, Calgary, Canada.

- 2023 : Avaler les montagnes, Musée McCord Stewart, Montréal, QC, Canada.
- 2022 : Enfants des Brigands, Plein Sud, Longueuil, QC, Canada
- 2021 : Autumn Tigers, Campbell River Art Gallery, Campbell River, BC, Canada[3]
- 2020 : The chrysanthemum has opened twelve times, Koffler Centre of the Arts, Toronto, ON, Canada[4]
- 2019 : With wings like clouds hung from the sky, Richmond Art Gallery, Richmond, BC, Canada[5],[6],[7]
- 2017 - 2019 : Nous sommes tous les brigands / We Are All Robbers, EXPRESSION, Centre d'exposition de Saint-Hyacinthe, Saint-Hyacinthe, QC, Canada[8],[9]; Musées Régional de Rimouski, Rimouski, QC, Canada[10] ; Musées des beaux-arts de Sherbrooke, Sherbrooke, QC, Canada; Plein sud - centre en art actuel, Longueuil, QC, Canada
- 2017 : Souvenirs from the Jasmine Café, SIGHTINGS, Leonard & Bina Ellen Gallery, Concordia University, Montréal, QC, Canada[11]
- 2016 : 
  - SHEEN-wah-ZREE, Musée d'art contemporain des Laurentides, Saint-Jérôme, QC, Canada[12]
  - Des mimes et des mites, Conseil des arts de Montréal, Montréal, QC, Canada[13]
  - Silk Road: Storm-Detectors, Blood-Sweating Horses, & Constellations, Galerie Hugues Charbonneau, Montréal, QC, Canada[14]
  - Terra dos Chinês Curio Shop, Articule, Montréal, QC, Canada[15]
- 2015 : 
  - Made in Britain, Galerie Hugues Charbonneau, Montréal, QC, Canada
  - Terra dos Chinês Curio Shop, Artspace Peterborough, Peterborough, ON, Canada
- 2013 : Sinography, QueenSpecific, Toronto, ON, Canada, commissaires Stefan Hancherow et Jen Simaitis[16]
- 2011 : Opium Den, Robert Langen Gallery, Wilfrid Laurier University, Waterloo, ON, Canada[17]
- 2007 : Pagoda Pads, Art Gallery of Greater Victoria, Victoria, BC, Canada, commissaire Lisa Baldissera
- 2006 - 2008 : Exposition itinérante Gold Mountain Restaurant: No MSG At Friendship Dinner (Or Cats), Galerie d'art du sud-ouest du Manitoba, Brandon, MB; Shangri-la Café, YYZ Artists 'Outlet, Toronto, ON; Old Silver Moon, Forest City Gallery, London, ON; House of Wong, Artcite, Windsor, ON; On Rock Garden, AKA Gallery, Saskatoon, SK; Orientally Yours, Southern Alberta Art Gallery, Lethbridge, AL, Canada
- 2004 :
  - Gold Mountain Restaurant Montagne d’Or, MAI - Montréal, arts interculturels, Montréal, QC, Canada[18]
  - Real-Life Heroes Who Make A Difference, Irish Museum of Modern Art, Dublin, Ireland[19]

### Expositions collectives
- 2024 : Precarious Joy, Toronto Biennial of Art, Toronto, ON, Canada, commissaires Dominique Fontaine et Miguel A. Lopez.
- 2022 : Salon chinois: White gold, « Les illusions sont réelles », Musée national des beaux-arts du Québec, Manif d'art 10 - Biennale de Québec, QC, Canada.
- 2021 : Transmission + ReTransmission, La Vitrine Daigneault/Schofield, Montréal, QC, Canada, commissaires Joyce Yahouda et Julia Vincelli[20]
- 2020 : Tam vs. Kitenge, Galerie Hugues Charbonneau, Montréal, QC, Canada[21]
- 2019 : Le je et le nous — The I and the We, MAI - Montréal, arts interculturels, Montréal, QC, Canada, commissaire Zoë Chan[22]
- 2018 - 2019 : 
  - Connections and Reconnections, Musée des beaux-arts de Montréal, Montréal, QC, Canada[23]
  - Ici Londres / London Calling, Musée de la civilisation, Québec, QC, Canada[24]
- 2018 : Here/Elsewhere: The Sample of Overseas Chinese Art, He Xiangning Art Museum, Shenzhen, Chine, commissaire Wang Huangsheng[25],[26]
- 2017 : 
  - mmmmm… Gendai Kitchen (2017), Gendai Gallery, Toronto, ON, Canada[27]
  - Far and Near: the Distance (s) between Us, Art Museum / Justina M. Barnicke Gallery, Université de Toronto, Toronto, ON, Canada, commissaire Henry Lu
- 2016 :  Power Ball XVIII: Pleasure Principle, Power Plant Toronto, Canada[28],[29]
- 2015 : Tracing Asian Canadian Art Histories and Aesthetic Alliances, Artexte, Montréal, QC, Canada[30]
- 2014 : Convoluted Beauty: In the Company of Emily Carr, The Mendel Art Gallery, Saskatoon, SK, Canada, commissaire Lisa Baldissera[31]
- 2013 : Couriers of Taste, Danson House, Bexley, Royaume-Uni, commissaires Day + Gluckman[32]
- 2012 - 2014 : Sinopticon: Contemporary Chinoiserie, Victoria & Albert Museum; Plymouth Arts Centre; Saltram House; National Trust; Plymouth City Museum; Plymouth Art Gallery, Royaume-Uni, commissaire Eliza Gluckman[33],[34]
- 2011 : 
  - Location / Dislocation, JM Barnicke Gallery / Jackman Humanities Institute, Université de Toronto, Toronto, ON, Canada[35]
  - East Goes East, Third Space / Tiers Espace, Saint John, NB, Canada, commissaire: Chris Lloyd[36]
- 2010 : BGL / Pascal Grandmaison / Adad Hannah / Karen Tam, Musée d'art contemporain de Montréal, Montréal, QC, Canada[37],[38]
- 2008 :
  - Rien ne se perd, rien ne se crée, Musée d'art contemporain, Montréal, QC, Canada[39],[40]
  - Rearranging Desires, Galerie FOFA, Université Concordia, Montréal, QC, Canada[41]
- 2007 : Redress Express, Centre A, Vancouver, BC, Canada, commissaire: Alice Ming Wai Jim[2]

## Collections
- Musée national des beaux-arts du Québec[42]
- Musée des beaux-arts de Montréal[43]
- Irish Museum of Modern art[44]
- The New Art Gallery Walsall[45]
- Dunlop Art Gallery[46]

## Récompenses
La vidéo Plum Sauce de Karen Tam a remporté le prix du public en 2002 lors d'un festival de film asiatique américain à Chicago (Asian American Film Festival). En 2017, elle a été finaliste au Prix Louis-Comtois qui est géré par l'Association des galeries d'art contemporain conjointement avec la Ville de Montréal. Elle a été finaliste du Prix en art actuel du Musée national des beaux-arts de Québec en 2016 et sélectionné pour le Sobey Art Award en 2010 et 2016,. 

## Publications
- Luke, Suzanne et Finn, Jonathan et Kuruvilla, Sunil. Karen Tam : Pagoda Pads: Opium Den. Waterloo, Ont .: Robert Langen Art Gallery, 2011.

- Belu, Françoise et Blouin, Marcel et Lee, Day. Restaurant Gold Mountain = Restaurant Montagne d'or : Karen Tam. Montréal, Qc: Galerie du Mai / Mai Gallery, 2006.

- Jim, Alice Ming Wai Nolte, Victoria Zhang, Tianmo Harringa, Charissa Von Larose, Delphine Joachim, Joana Harkness, Tamara Lakhrissi, Tarek Montpetit, Gabrielle Colombo, Cindy Wexler, Samamtha (2015). EAHR @ Artexte : Uncovering Asian Canadian and Black Canadian Artistic Production. Ethnocultural Art Histories Research Group (EAHR). (OCLC 948726622)    .
- Baldissera, Lisa et Despret, Vinciane et Dyke, Erika. Convoluted Beauty : In the Company of Emily Carr. Saskatoon, Sask.: Mendel Art Gallery, 2014.
- Alice Ming Wai Jim, Rearranging desires : curating the 'Other' within, Gail & Stephen A. Jarislowsky Institut for Studies in Canadian Art, Concordia University, 2008, 44 p. (ISBN 978-0-88947-468-0, OCLC 312370247, lire en ligne)
- Bélisle, Josée. Rien ne se perd, rien ne se crée, tout se transforme. Montréal: Musée d'art contemporain de Montréal. 2008.     (ISBN 9782551236718). (OCLC 225775665).